# Helen Brooke Taussig
Helen Brooke Taussig (sinh ngày 24 tháng 5 năm 1898 – mất ngày 20 tháng 5 năm 1986) là một bác sĩ tim mạch nhi khoa người Mỹ làm việc tại Baltimore và Boston. Bà là người được xem là người sáng lập ngành tim mạch nhi khoa. Bác sĩ Taussig được công nhận là người đã đưa ra ý tưởng về một phẫu thuật có thể kéo dài đời sống của những trẻ em mắt bệnh tim bẩm sinh Tứ chứng Fallot (là nguyên nhân thường gặp nhất gây nên hội chứng trẻ tím). Ý tưởng cách mạng này đã được thực hiện thành công trong thực tế và được gọi là phẫu thuật tạo cầu nối chủ phổi (shunt Blalock-Taussig). Người thực hiện phẫu thuật này là bác sĩ phẫu thuật lừng danh Alfred Blalock và Vivien Thomas.
Taussig cũng được biết đến với vai trò là người có đóng góp quan trọng trong việc cấm sử dụng thuốc an thần thalidomide vốn gây ra những dị tật bẩm sinh. Bác sĩ Taussig còn được xem là một tấm gương về khả năng lâm sàng trong lĩnh vực tim mạch nhi khoa.

## Tuổi trẻ và nghề nghiệp
Helen Brooke Taussig chào đời tại Cambridge, Massachusetts vào ngày 24 tháng 5 năm 1898 trong gia đình Frank W. Taussig và Edith Thomas Guild. Ngoài Helen thì gia đình này còn có ba con nữa. Cha của ba là một nhà kinh tế tại Đại học Harvard và mẹ là một trong những sinh viên đầu tiên của Trường Radcliffe, một trường đại học nữ. Khi Helen được 9 tuổi, mẹ của cô bị nhiễm bệnh lao. Bản thân Helen cũng bị nhiễm lao và bị bệnh trong vài năm. Căn bệnh đã ảnh hưởng trầm trọng đến khả năng học tập của cô. Helen cũng gặp rất nhiều khó khăn trong những năm đầu đi học vì chứng đọc khó của mình. Helen tốt nghiệp Trường Nữ Sinh Cambridge vào năm 1917, và tiếp tục học hai năm tại Trường Radcliffe trước khi lấy bằng cử nhân của Đại học Berkeley, California vào năm 1921. Sau đó Helen học mô học, vi trùng học, và giải phẫu học ở cả Trường Đại học Y khoa Harvard và Đại học Boston mặc dù không có trường nào trong hai trường này cho phép cô nhận bằng. Helen bị phân biệt đối xử nặng nề trong lớp mô học. Tại đây, cô bị cấm nói chuyện với các bạn học nam do sợ bị "lây nhiễm". Khi còn là sinh viên giải phẫu học tại Đại học Boston năm 1925, Taussig đã công bố bài báo khoa học đầu tiên của mình về cơ tim cùng với Alexander Begg. Taussig sau đó nộp đơn vào Trường Đại học Y Khoa Johns Hopkins và được chấp nhận là sinh viên chính thức. Taussig nhận bằng y khoa năm 1927 tại Johns Hopkins. Cũng tại đây bà tiếp tục học thêm một năm về tim mạch và hai năm nội trú nhi khoa. Trong thời gian ở Hopkins bà nhận được học bổng Fellow Archibald kéo dài từ năm 1927 đến 1930.
Sau đó, trong quá trình hành nghề của mình, BS Taussig bị mắc chứng điếc. Bà phải học kỹ thuật đọc môi và cần đến các phương tiện trợ thính để có thể giao tiếp với bệnh nhân của mình. Do chứng điếc nên bà sử dụng các ngón tay để cảm nhận nhịp tim nhiều hơn là sử dụng ống nghe.

## Thực hành y khoa và nghỉ hưu
Taussig bắt đầu thực hành y khoa sau khi hoàn thành chương trình đào tạo thực hành tim mạch với chức danh trưởng khoa thấp tim. Sau đó, Nhà Harriet Lane, là khoa nhi của bệnh viện Johns Hopkins mời bà làm trưởng khoa từ năm 1930 đến năm 1963. Tại đây, Taussig đã nghiên cứu miệt mài chứng thiếu oxy máu gọi là "hội chứng trẻ tím". Qua những nghiên cứu của mình, Taussig nhận diện được nguyên nhân của chứng bệnh này là do tắc nghẽn một phần dòng máu của động mạch phổi đơn độc hoặc phối hợp với lỗ thủng trên vách liên thất. Bà đã cộng tác với phẫu thuật viên nổi tiếng Alfred Blalock và cộng sự của ông là Vivien Thomas nhằm phát triển một kỹ thuật sửa chữa dị tật này. Kỹ thuật mới được gọi là shunt Blalock-Taussig. Đầu tiên, họ thực nghiệm thành công trên chó và vào năm 1946 bắt đầu tiến hành thực hiện ở trẻ em. Vào năm này, Taussig trở thành phó giáo sư tại Đại học Y Khoa Johns Hopkins và sau đó trở thành giáo sư năm 1959. Năm 1947, Taussig cho xuất bản công trình để đời của mình có tên Những bất thường bẩm sinh ở tim. Đây được xem là cột mốc đánh dấu sự ra đời của tim mạch nhi khoa với tư cách là một lĩnh vực độc lập.
Taussig chính thức nghỉ hưu tại Johns Hopkins vào năm 1963 nhưng vẫn tiếp tục giảng dạy. Ngoài ra, bà vẫn tiếp tục viết những bào báo khoa học (trong số tổng cộng 129 công trình của mình thì có đến 41 công trình được viết sau khi Taussig nghỉ hưu). Bà thúc đẩy việc sử dụng động vật trong nghiên cứu y khoa cũng như ủng hộ cho phép việc phá thai, điều trị giảm nhẹ và điều dưỡng. Taussig cũng nghiên cứu các tác hại của thuốc thalidomide ở trẻ sơ sinh vào năm 1967 và điều trần trước Quốc hội về vấn để này sau khi bà trở về từ Đức, nơi bà đã nghiên cứu những trẻ nhũ nhi bị chứng bất thường tay chân nặng nề. Với nỗ lực của bác sĩ Taussig, thalidomide đã bị cấm sử dụng tại Hoa Kỳ và Châu Âu. Vào năm 1977, Taussig chuyển đến một cộng đồng người về hưu ở Quảng trường Kennett, Pennsylvania. Tuy nhiên bà vẫn tiếp tục làm việc nên thỉnh thoảng bà vẫn đi đến Đại học Delaware để thực hiện nghiên cứu khoa học.  Taussig là người đi tiên phong trong việc sử dụng kỹ thuật X quang và soi X quang để nghiên cứu những thay đổi tim phổi ở trẻ em. Vào thời điểm cuối đời, bà đang tiếp tục nghiên cứu về ảnh hưởng của di truyền đến các dị tật tim bẩm sinh bằng cách nghiên cứu tim của chim.

## Qua đời và di sản
Vào ngày 20 tháng 5 năm 1986, chỉ 4 ngày trước sinh nhật lần thứ 88 của mình, Taussig đang lái xe đưa một nhóm bạn đi bỏ phiếu trong một cuộc bầu cử địa phương thì đâm vào xe khác trên một giao lộ. Taussig tử vong tại chỗ. Đại học Johns Hopkins đặt tên "Trung tâm Tim mạch Nhi khoa Helen B. Taussig" để vinh danh bà và năm 2005 Trường Đại học Y khoa Johns Hopkins đặt tên bà cho một trong bốn khoa của trường. Đại học Gottingen (Đức) cũng đặt tên Taussig cho khoa tim mạch của mình vào năm 1965.

## Những giải thưởng
Năm 1947, Taussig được phong tước Hiệp Sĩ Danh Dự của Pháp. Năm 1953, bà được trao Huân chương Danh dự của Hiệp hội Thầy thuốc Lồng Ngực Hoa Kỳ. Năm 1953, Taussig được nước Ý trao tặng Giải thưởng Feltrinelli; Và cùng năm đó bà cũng được trao giải Lasker. Năm 1963, Taussig được trao Giải thưởng Trái Tim Vàng. Hiệp hội Tim Hoa Kỳ cũng trao tặng bà giải thưởng công trạng năm 1967. Năm 1964, Tổng thống Lyndon Johnson trao tặng Taussig Huân chương Tự do Tổng thống. Năm sau đó, Taussig trở thành chủ tịch nữ đầu tiên của Hiệp hội Tim Hoa Kỳ. Năm 1973, Taussig được bầu vào Viện Hàn lâm Khoa học Quốc gia và 27 năm sau Blalock cũng được bầu vào viện này nhờ công trình chung của hai người là Shunt Blalock-Taussig. Trong sự nghiệp của mình, Bác sĩ Taussig được phong tặng hơn 20 bằng danh dự.
Blalock và Taussig cũng được trao Giải thưởng Công trạng của quỹ Gairdner ở Canada.
Taussig là thành viên của một số hiệp hội nghề nghiệp danh giá trong suốt sự nghiệp của mình. Bà là thành viên của Hiệp hội Nhi khoa Hoa Kỳ, Hiệp hội Nghiên cứu Nhi khoa và Hiệp hội các Thầy thuốc Hoa Kỳ. Hiệp hội Nhi khoa Hoa Kỳ vinh danh Taussig với Giải thưởng Howland vào năm 1971. Trường Đại học Johns Hopkins cũng trao tặng Taussig Huy chương Vàng Milton S. Eisenhower vào năm 1976.

## Phim tư liệu
Trong bộ phim 'Something the Lord Made năm 2004 của HBO, hình ảnh BS. Taussig được thể hiện bởi Mary Stuart Masterson.